# Clinton (Oklahoma)
Pour les articles homonymes, voir Clinton.
Clinton est une ville de l'état de l'Oklahoma, dans les comtés de Custer et Washita.
Sa population était de 9 033 habitants en 2010. La ville est située sur le trajet de l'ancienne U.S. Route 66, et on y trouve un musée consacré à cette route. On y trouve aussi un centre culturel Cheyenne.
La ville a été fondée en 1899, quand deux hommes ont décidé d'implanter une communauté près de la rivière Washita.

## Personnalités liées à la ville
- George Howard (1935-2018), hébraïste né à Clinton.
- Dillon Overton, joueur de baseball né en 1991 à Clinton.
- Toby Keith  (1961-2024), chanteur de country y est né.